# Лебедев, Геннадий Сергеевич
Геннадий Сергеевич Лебедев (13 ноября 1922, Кинешма, Иваново-Вознесенская губерния — 24 ноября 1999, Кинешма, Ивановская область) — Герой Советского Союза, командир звена 136-го гвардейского штурмового Сталинского Краснознамённого ордена Суворова авиационного полка (1-й гвардейской штурмовой Сталинградской ордена Ленина дважды Краснознамённой орденов Суворова и Кутузова авиационной дивизии, 1-й воздушной армии, 3-го Белорусского фронта), гвардии старший лейтенант.

## Биография
Родился 13 ноября 1922 года в городе Кинешме ныне Ивановской области в семье рабочего. Русский.
Образование неполное среднее. Работал помощником мастера на Красноволжской ткацкой фабрике. Учился в Кинешемском аэроклубе имени С. Леваневского.
В 1943 году был призван в Красную Армию. Окончил Чкаловскую военную авиационную школу пилотов. С февраля 1943 года в действующей армии.
Боевое крещение молодой лётчик-штурмовик Лебедев получил под Сталинградом в составе 655-го (с октября 1943 года — 136-го гвардейского штурмового авиационного полка 1-я гвардейская штурмовая авиационная дивизия. С каждым днём накапливалось боевое мастерство молодого лётчика. С каждым новым вылетом увеличивался счёт сожжённых фашистских танков, автомашин, разбитых батарей, взорванных окладов и эшелонов, разрушенных мостов, укреплённых оборонительных узлов, уничтоженных гитлеровцев. Принимал участие в разгроме гитлеровцев на реках Миус и Молочная, освобождении Донбасса, Крыма, Белоруссии, Литвы.
К апрелю 1945 года гвардии старший лейтенант Лебедев совершил 135 боевых вылетов на уничтожение живой силы и техники противника, нанёс ему большой урон, провел более 20 воздушных боях, сбил в группе несколько самолётов противника.
После Победы остался в военной авиации. Член ВКП(б)/КПСС с 1947 года. В 1949 году окончил Высшую офицерскую школу штурманов. С 1958 года майор Лебедев — в запасе. Вернулся на родину, жил в городе Кинешме, работал на заводе им. Калинина.
Скончался 24 ноября 1999 года. Похоронен на кладбище «Сокольники» города Кинешмы.

## Награды
- Указом Президиума Верховного Совета СССР от 29 июня 1945 года за образцовое выполнение заданий командования и проявленные мужество и героизм в боях с немецко-фашистскими захватчиками гвардии старшему лейтенанту Геннадию Сергеевичу Лебедеву присвоено звание Героя Советского Союза с вручением ордена Ленина и медали «Золотая Звезда» (№ 6296).
- Награждён орденом Ленина, тремя орденами Красного Знамени, орденом Александра Невского, тремя орденами Отечественной войны 1-й степени, орденом Красной Звезды, медалями.

## Память
- У проходной завода был установлен бронзовый бюст, похищен осенью 2002 года вандалами.
- Установлен бюст у Народного дома
- Памятник на могиле.
- Мемориальная доска.